# Ethnic Cleansing
Ethnic Cleansing (укр. Етнічна чистка) — відеогра-шутер від першої особи для Windows, створена американською расистською організацією, що виступає за перевагу білої раси, Національним Альянсом (і опублікована її звукозаписним лейблом Resistance Records) 21 січня 2002 року. У рамках «расової війни» гравець керує неонацистським скінхедом або членом Ку-клукс-клану і отримує завдання вбивати ворогів: стереотипних афроамериканців, латиноамериканців і євреїв, закінчуючи тодішнім прем’єр-міністром Ізраїлю Арієлем Шароном.
Використовуючи рушій Genesis3D, Національний Альянс створив гру як провокативну і таку, що підтримує їхню ідею білої переваги. Вона зазнала жорстокої критики, особливо з боку Антидифамаційної ліги; її кілька разів вважали однією з найбільш суперечливих ігор з будь-коли створених. Планувалося, що після неї вийде довга низка сиквелів, але вийшов лише один під назвою «White Law» (укр. (Білий/е) Закон/Право (білих)).

## Геймплей
Ethnic Cleansing — це короткий шутер від першої особи, дія якого відбувається на одному рівні. У ролі неонацистського скінхеда або члена ККК гравець біжить через гетто, яке порівнюють з Нью-Йорком, і стріляє в афроамериканців і мексиканців, перш ніж спуститися в метро, щоб вбивати євреїв. Опісля гравець потрапляє до «Центру управління їдишем», де вигадана версія Арієля Шарона, тодішнього прем’єр-міністра Ізраїлю, керує планами світового панування. Він носить ракетницю, і гравець повинен убити його, щоб завершити гру. Проєкційний дисплей містить карту найближчих ворогів і лічильник залишків боєприпасів.
Саундтрек гри складається з музики у стилі павер-рок. Ігрові ресурси та звукові ефекти містять расові стереотипи: під час пострілу чорні вороги видають мавпячі кричалки, а євреї одягнені як рабини-харедіми та кричать «ой вей». Мексиканці кричать: «Мені зараз потрібна сієста». Крім того, чорношкірі схожі на мавп, а деякі носять футболки з написом «NIGZ», тоді як мексиканці носять сомбреро.

## Розробка та випуск
—Слоган з вебсайту Resistance
Ethnic Cleansing була розроблена членами Національного Альянсу, американської організації прихильників переваги білої раси, і опублікований Resistance Records, його дочірнім звукозаписним лейблом, який спеціалізується на музиці переваги білих. Він був розроблений для персональних комп’ютерів Microsoft Windows за допомогою ігрового механізму Genesis3D з відкритим вихідним кодом Eclipse Entertainment разом із комплектом розробки Reality Factory. Вихідний код суттєво не змінився порівняно з оригіналом. Натомість розробники просто додали зображення та звуки, які вони створили у вільнодоступних програмах для редагування.
Шон Вокер, голова Національного альянсу, пояснив United Press, що метою було створити расово-провокативну відеогру та сприяти расовій сегрегації. Засновник Національного альянсу Вільям Лютер Пірс, який також з’являється в грі, щоб обговорити «майбутню білу революцію», вважав відеоігри просто ще одним засобом для просування повідомлень своєї організації. Resistance випустила гру в день Мартіна Лютера Кінга-молодшого 21 січня 2002 року. Його ціна становила 14,88 доларів США , що є посиланням на гасло «Чотирнадцять слів» білих расистів і неонацистський числовий код «88» (що означає «HH» або «Heil Hitler»).

## Відгуки

Тут гравець повинен стріляти у мексиканця.

Критики сприйняли гру вкрай негативно. У січні 2003 року журнал Stuff назвав Ethnic Cleansing 40-ою найбільш суперечливою відеогрою всіх часів. Співробітники висловили думку, що лише «дуже дурні діти» будуть сприйнятливі до цього повідомлення, і що це змусить гравців почуватися «недалекими мудаками». Complex Networks і UGO Networks назвали її найбільш расистською відеогрою в історії. Співробітник UGO К. Тор Дженсен назвав це «глибоко безглуздим».
Наразі гру заборонено транслювати на сервісі прямих трансляцій Twitch.

## Продовження
National Alliance та Resistance Records випустили подібну гру, «White Law», у червні 2003 року. У ньому знявся ірландсько-американський поліціянт, який бере до рук зброю, щоб захистити свою територію від расових меншин. Гра заснована на подіях псевдонімного роману «Щоденники Тернера». Національний Альянс висловив намір створити цілу лінійку расистських ігор, але більше ігор створено не було.